# Giáo hoàng đối lập Sylvester IV
Sylvester IV được xem là một giáo hoàng đối lập từ 1105 đến 1111.
Các thành viên của tầng lớp quý tộc La Mã, với sự hỗ trợ của vua Henry V (1105-1125) đã hậu thuẫn để bầu một Giáo hoàng đối lập chống lại Giáo hoàng Paschal II (1099-1118). Trong khi Pascha II không có mặt ở Rôma, họ đã bầu Maginulfo . Sau cuộc bầu cử, Maginulfo lấy tên Giáo hoàng Sylvester IV được thánh hiến trong Thánh đường Maria Rotonda (Pantheon) và đăng quang ở điện Lateran vào ngày 18 Tháng 11 năm 1105.
Nhưng khi Paschal II trở về Rôma vào ngày hôm sau, Sylvester IV đã vội vã quay trở lại Tivoli và cuối cùng định cư ở Osimo, tỉnh Ancona, dưới sự bảo vệ của bá tước Guarniero di Ancona. Ngày 11 tháng 4 năm 1111, Giáo hoàng Paschal II và vua Henry V đã đạt được một thỏa thuận về các quyền tấn phong các Giám mục Công giáo. Sau đó, Giáo hoàng đối lập Sylvester IV đã từ bỏ những quyền lợi của mình . Ông được phép sống phần còn lại của cuộc đời mình ở Ancona dưới sự bảo trợ của bá tước Guarniero.